# Opecoeloides
Opecoeloides är ett släkte av plattmaskar. Opecoeloides ingår i familjen Opecoelidae.
Kladogram enligt Catalogue of Life:
| Opecoeloides | \| \| Opecoeloides eucinostomi \| \| \| \| \| \| Opecoeloides vitellosus \| \| \| \| |
|              | \| \| Opecoeloides eucinostomi \| \| \| \| \| \| Opecoeloides vitellosus \| \| \| \| |
|              | Opecoeloides eucinostomi                                                             |
|              |                                                                                      |
|              | Opecoeloides vitellosus                                                              |
|              |                                                                                      |